# 十三 (大阪市)

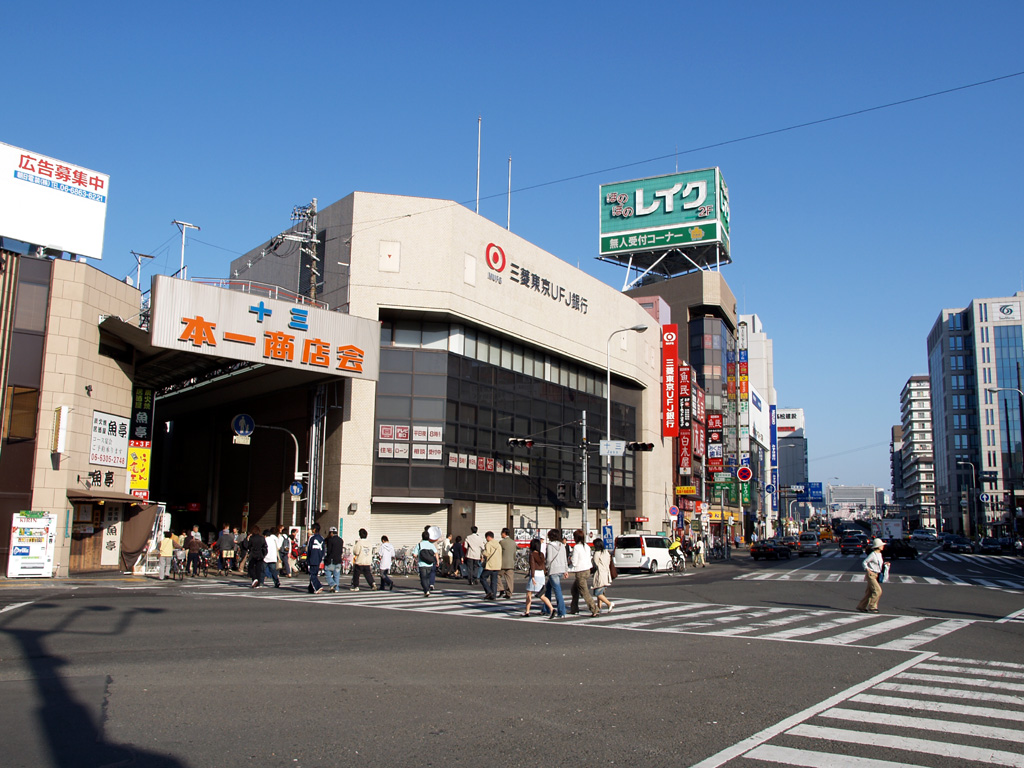
十三

十三（日语：／ Jūsō */?）是位於日本大阪府大阪市淀川區西南部的地名。

## 交通
- 十三站 - 阪急電鐵